# Amadeus (film)
Az Amadeus 1984-ben bemutatott amerikai–csehszlovák filmdráma Miloš Forman rendezésében. A forgatókönyvet Peter Shaffer írta, 1979-ben megjelent, Wolfgang Amadeus Mozart életét bemutató színdarabja alapján. A címszerepet Tom Hulce, Antonio Salierit pedig F. Murray Abraham alakítja, aki ezzel elnyerte az Oscar-díj a legjobb férfi főszereplőnek járó elismerést.

## Történet
A kerettörténet Mozart halála után húsz évvel kezdődik, amikor Salieri egy tébolydában meggyónja egy fiatal papnak, hogy az ifjú zsenit tulajdonképpen ő küldte a másvilágra. Ezután az „obszcén gyermek” fiatalkori, nem egyszer megdöbbentő kalandjai következnek; remek zenei memóriája megmutatkozása, csodagyerekként való bemutatkozása Mária Terézia bécsi udvarában, első bizarr találkozása Constanzéval, európai körútja. Hazatérve, a salzburgi hercegérsek szolgálatából való szökése után, ismét Bécsben, immár a kalapos király udvarában próbál zsíros zenei állást találni. Eközben mélyen megbántja a főzeneigazgató Salierit, akadémikus stílusának kifigurázásával, aki azonnal észreveszi Mozart utolérhetetlen, isteni tehetségét. Ám a mindent németesíteni igyekvő császár nem bánja, hogy a kis pimasz kitúrja a nagy olasz mestert a helyéből. Mozart megnősül és lehetőségei feletti életszínvonalon él nejével és nagyszámú bohém barátjával. Közben ontja magából zseniális műveit, amelyeket javítgatás nélkül, mintegy mennybéli sugallatra kottáz le könnyedén. Szigorú apja, Leopold Mozart azonban még halála után is nyomasztó árnyként kísérti, ezúttal Salieri álarca mögül, aki rekviemet rendel nála. Közben ágynak esik, s éppen Salierit kéri fel, hogy vesse papírra eme utolsó műve tollbamondását. A varázsfuvola premierje alatt, magányosan leheli ki lelkét. József császár-féle, puritán utolsó útjára senki sem kíséri el. A kerettörténethez visszatérve, már az öngyilkosság gondolatát fontolgató Salierit a géniusz illetlen kacaja kínozza éjjel-nappal.

## Szereplők
| Szerep                  | Színész            | Magyar hangja             | Magyar hangja             |
| Szerep                  | Színész            | 1. magyar változat (1990) | 2. magyar változat (2001) |
| ----------------------- | ------------------ | ------------------------- | ------------------------- |
| Antonio Salieri         | F. Murray Abraham  | Gáti Oszkár               | Gáti Oszkár               |
| Wolfgang Amadeus Mozart | Tom Hulce          | Gyabronka József          | Gyabronka József          |
| Constanze Mozart        | Elizabeth Berridge | Eszenyi Enikő             | Eszenyi Enikő             |
| Leopold Mozart          | Roy Dotrice        | Blaskó Péter              | Blaskó Péter              |
| Emanuel Schikaneder     | Simon Callow       | Márton András             | Csankó Zoltán             |
| Katerina Cavalieri      | Christine Ebersole | Farkas Zsuzsa             | Kovács Nóra               |
| II. József császár      | Jeffrey Jones      | Szilágyi Tibor            | Szilágyi Tibor            |
| Orsini-Rosenberg gróf   | Charles Kay        | Sinkó László              | Sinkó László              |
| Weberné                 | Barbara Bryne      | Tábori Nóra               | Nagy Anna                 |
| Johann von Strack gróf  | Roderick Cook      | N/A                       | Uri István                |
| Karl Mozart             | Milan Demjanenko   | nem beszél                | nem beszél                |
| Vogler atya             | Richard Frank      | Rátóti Zoltán             | Rátóti Zoltán             |
| Bonno udvari karmester  | Patrick Hines      | Csákányi László           | Horkai János              |
| Colloredo hercegérsek   | Nicholas Kepros    | Bács Ferenc               | Áron László               |
| Salieri inasa           | Philip Lenkowsky   | Gesztesi Károly           | Karácsonyi Zoltán         |
| Van Swieten báró        | Jonathan Moore     | Végvári Tamás             | Végvári Tamás             |
| Lorl cselédlány         | Cynthia Nixon      | Csonka Ibolya             | Solecki Janka             |
| Kórházi dolgozó         | Brian Pettifer     | Rudolf Péter              | N/A                       |
| Salieri komornyikja     | Vincent Schiavelli | Sörös Sándor              | Sörös Sándor              |
| Arco gróf               | Douglas Seale      | Kenderesi Tibor           | N/A                       |
| Parókaárus              | Karl-Heinz Teuber  | Kerekes József            | N/A                       |

## Zene
A filmben többek között az alábbi zenedarabokból hallhatók részletek: 
| Nr. | Zeneszerző, cím, előadó | Időtartam |
| --- | --- | --------- |
| 1   | Mozart: Sinfonie Nr. 25 in g-Moll, KV 183: 1. Satz Allegro con brio, Sir Neville Marriner | 7:52      |
| 2   | Mozart: Eine kleine Nachtmusik – Serenade in G-Dur, KV 525: 1. Satz, Academy of St. Martin in the Fields                                                                                           | 5:41      |
| 3   | Pergolesi: Stabat Mater: Quando Corpus Morietur und Amen, Academy of St. Martin in the Fields | 4:18      |
| 4   | Mozart: Salieris Marsch verwandelt zu Non più andrai (aus: Hochzeit des Figaro, KV 492), Simon Preston                                                                                             | 1:48      |
| 5   | Mozart: Serenade Nr. 10 in B-Dur, KV 361 "Gran Partita": 3. Satz Adagio, Sir Neville Marriner | 6:13      |
| 6   | Mozart: Die Entführung aus dem Serail, KV 384: Jannissaries Chor, Academy of St. Martin in the Fields                                                                                              | 4:25      |
| 7   | Mozart: Die Entführung aus dem Serail, KV 384: Türkisches Finale, Suzanne Murphy | 1:28      |
| 8   | Mozart: Große Messe in c-Moll, KV 427: Kyrie, Felicity Lott | 6:29      |
| 9   | Mozart: Konzert für Flöte, Harfe und Orchester C-Dur, KV 299: 2. Satz Andantino, Osian Ellis | 8:34      |
| 10  | Mozart: Sinfonie Nr. 29 in A-Dur, KV 201: 1. Satz Allegro moderato, Sir Neville Marriner | 5:43      |
| 11  | Mozart: Adagio in C-Dur für Glasharmonika, KV 617A, Brussels Virtuosi und Marc Grauwels und Thomas Bloch                                                                                           | 6:02      |
| 12  | Mozart: Konzert in Es-Dur KV 365: 3. Satz Rondeaux (Allegro), Imogen Cooper | 7:13      |
| 13  | Mozart: Sinfonia concertante für Violine und Viola Es-Dur, KV 364: 1. Satz Allegro maestoso, Academy of St. Martin in the Fields und Csaba Erdélyi und Levon Chilingirian und Sir Neville Marriner | 13:37     |
| 14  | Mozart: Zaide, KV 344: Arie "Ruhe sanft", Felicity Lott | 6:27      |
| 15  | Giordani: Caro mio bene, Michele Espostio | 2:37      |
| 16  | Mozart: Klavierkonzert Nr. 22 in Es-Dur, KV 482: 3. Satz Allegro – Andante, von Ivan Moravec | 11:01     |
| 17  | Mozart: Die Hochzeit des Figaro: Ecco la marcia (3. Akt), Academy of St. Martin in the Fields | 2:32      |
| 18  | Mozart: Die Hochzeit des Figaro: Ah tutti contenti (4. Akt), von Sir Neville Marriner | 2:37      |
| 19  | Traditional: Bubak und Hungaricus, Academy of St. Martin in the Fields | 1:18      |
| 20  | Salieri: Axur: Finale, Academy of St. Martin in the Fields | 1:11      |
| 21  | Mozart: Klarinettenkonzert in A-Dur, KV 622: 2. Satz D-Dur, Sir Neville Marriner | 12:19     |
| 22  | Mozart: Don Giovanni, KV 527: Komtur-Szene (2. Akt), Academy of St. Martin in the Fields | 6:59      |
| 23  | Mozart: Klavierkonzert Nr. 20 in d-Moll, KV 466: 2. Satz, Romance, Sir Neville Marriner | 12:19     |
| 24  | Mozart: Die Zauberflöte, KV 620: Ouvertüre, Academy of St. Martin in the Fields | 6:51      |
| 25  | Mozart: Die Zauberflöte: Arie der Königin der Nacht (Der Hölle Rache kocht in meinem Herzen), Louisa Kennedy                                                                                       | 2:58      |
| 26  | Mozart: Requiem, KV 626: Introitus (Orchestereinführung), Academy of St. Martin in the Fields | 1:02      |
| 27  | Mozart: Requiem, KV 626: Dies irae, Academy of St. Martin in the Fields | 1:52      |
| 28  | Mozart: Requiem, KV 626: Rex tremendae majestatis, Academy of St. Martin in the Fields | 2:06      |
| 29  | Mozart: Requiem, KV 626: Confutatis, Academy of St. Martin in the Fields | 2:21      |
| 30  | Mozart: Requiem, KV 626: Lacrimosa, Academy of St. Martin in the Fields | 3:47      |
| 31  | Mozart: Klavierkonzert Nr. 20 in d-Moll, KV 466: 2. Satz Romance, Imogen Cooper | 9:57      |
|     | összesen: | 157:18    |

## Díjak és jelölések
Alkotói négy Golden Globe-díjat és nyolc Oscar-díjat nyertek vele, közöttük a legjobb filmnek és a legjobb rendezésért járót is.

### Amerikai Egyesült Államok
Oscar, 1985:
- Elnyert (8)[7][8]
  - Oscar-díj a legjobb férfi főszereplőnek (F. Murray Abraham)
  - Oscar-díj a legjobb adaptált forgatókönyvnek (Peter Shaffer)
  - Oscar-díj a legjobb látványtervezésért (művészeti vezető: Patrizia von Brandenstein; díszletfestő: Karel Černý (látványtervező))
  - Oscar-díj a legjobb jelmeztervezésért (Theodor Pištěk)
  - Oscar-díj a legjobb filmnek (Saul Zaentz)
  - Oscar-díj a legjobb rendezőnek (Miloš Forman)
  - Oscar-díj a legjobb sminkért (Dick Smith és Paul LeBlanc)
  - Oscar-díj a legjobb hangkeverésnek (Mark Berger, Tom Scott, Todd Boekelheide és Christopher Newman)
- Nevezés
  - Oscar-díj a legjobb férfi főszereplőnek (Tom Hulce)
  - Oscar-díj a legjobb operatőrnek (Miroslav Ondříček)
  - Oscar-díj a legjobb vágásnak (Nena Danevic és Michael Chandler)

Golden Globe, 1985:
- Elnyert (4)
  - Golden Globe-díj a legjobb férfi főszereplőnek – filmdráma (F. Murray Abraham)
  - Golden Globe-díj a legjobb filmrendezőnek (Miloš Forman)
  - Golden Globe-díj a legjobb filmdrámának (producer, Saul Zaentz)
  - Golden Globe-díj a legjobb forgatókönyvnek (Peter Shaffer)
- Nevezés
  - Golden Globe-díj a legjobb férfi főszereplőnek – filmdráma (Tom Hulce)
  - Golden Globe-díj a legjobb férfi mellékszereplőnek (Jeffrey Jones)

1984 Los Angeles Film Critics Association Awards:
- Elnyert (4)
  - Legjobb színész (F. Murray Abraham megosztva Albert Finney-vel a Vulkán alattért)
  - Legjobb rendező (Miloš Forman)
  - Legjobb kép (producer, Saul Zaentz)
  - Legjobb forgatókönyv (Peter Shaffer)

Amerikai filmrendezők:
- Elnyert (1)
  - Legjobb vágás (Nena Danevic és Michael Chandler)

Casting Society of America:
- Elnyert (1)
  - Legjobb szereposztás (Mary Goldberg)

Directors Guild of America:
- Elnyert (1)
  - Outstanding Directorial Achievement in Motion Pictures (Miloš Forman)

Kansas City Film Critics Circle Award:
- Elnyert (1)
  - Legjobb színész (F. Murray Abraham)

American Film Institute:
- Elnyert (1)
  - AFI's 100 Years...100 Movies – #53

### Egyesült Királyság
BAFTA:
- Elnyert (4)
  - Legjobb operatőr (Miroslav Ondříček)
  - Legjobb vágás (Nena Danevic és Michael Chandler)
  - Legjobb smink (Dick Smith és Paul LeBlanc)
  - Legjobb hang (Mark Berger, Thomas Scott és Christopher Newman)
- Nevezés
  - Legjobb színész (F. Murray Abraham)
  - Legjobb jelmez (Theodor Pištěk)
  - Legjobb film (Miloš Forman és Saul Zaentz)
  - Legjobb látványtervezés (Patrizia von Brandstein)
  - Legjobb forgatókönyv-adaptáció (Peter Shaffer)

### Olaszország
David di Donatello-díj:
- Elnyert (3)
  - Legjobb külföldi rendező (Miloš Forman)
  - Legjobb külföldi színész (Tom Hulce)
  - Legjobb külföldi film

Ezüst Szalag díj:
- Elnyert (2)
  - Legjobb színész – külföldi film (Tom Hulce)
  - Legjobb rendezés – külföldi film (Miloš Forman)

### Franciaország
César-díj:
- Elnyert (1)
  - Legjobb külföldi film

### Japán
Japán Akadémiai díj:
- Elnyert (1)
  - Legjobb idegen nyelvű film

### Norvégia
Amanda-díj:
- Elnyert (1)
  - Legjobb külföldi film

## Fordítás
Ez a szócikk részben vagy egészben  az   Amadeus című dán Wikipédia-szócikk ezen változatának fordításán alapul.  Az eredeti cikk szerkesztőit annak laptörténete sorolja fel. Ez a jelzés csupán a megfogalmazás eredetét és a szerzői jogokat jelzi, nem szolgál a cikkben szereplő információk forrásmegjelöléseként.
Ez a szócikk részben vagy egészben  az   Amadeus (film) című német Wikipédia-szócikk ezen változatának fordításán alapul.  Az eredeti cikk szerkesztőit annak laptörténete sorolja fel. Ez a jelzés csupán a megfogalmazás eredetét és a szerzői jogokat jelzi, nem szolgál a cikkben szereplő információk forrásmegjelöléseként.